# Плодовое (Нижнегорский район)
Плодо́вое (до 1948 года Челебиле́р; укр. Плодове, крымскотат. Çelebiler, Челебилер) — село в Нижнегорском районе Республики Крым, входит в состав Митрофановского сельского поселения (согласно административно-территориальному делению Украины — Митрофановского сельского совета Автономной Республики Крым).

## Население
| 2001 | 2014 |
| ---- | ---- |
| 616  | ↘551 |

Всеукраинская перепись 2001 года показала следующее распределение по носителям языка
| Язык             | Процент |
| ---------------- | ------- |
| русский          | 83.77   |
| крымскотатарский | 7.95    |
| украинский       | 5.68    |

### Динамика численности
| - 1805 год — 63 чел. - 1864 год — 35 чел. - 1889 год — 229 чел. - 1892 год — 17 чел. - 1900 год — 100 чел. | - 1915 год — 7/57 чел. - 1926 год — 104 чел. - 2001 год — 616 чел. - 2009 год — 613 чел. - 2014 год — 551 чел. |

## Современное состояние
На 2017 год в Плодовом числится 7 улиц, 2 переулка и метеостанция; на 2009 год, по данным сельсовета, село занимало площадь 48 гектаров на которой, в 210 дворах, проживало 613 человек. На территории села расположены Нижнегорская районная больница и станция скорой помощи

## География
Плодовое — село в центре района, в степном Крыму на правом берегу реки Салгир, высота центра села над уровнем моря — 22 м. С востока село примыкает к райцентру Нижнегорский (около 2,5 километров по шоссе), ближайшие сёла: Разливы практически, вплотную на севере и Митрофановка Белогорского района в 1 км на запад. Ближайшая железнодорожная станция — Нижнегорская (на линии Джанкой — Феодосия).

## История
Первое документальное упоминание села встречается в Камеральном Описании Крыма… 1784 года, судя по которому, в последний период Крымского ханства Челебилер входил в Насывский кадылык Карасъбазарскаго каймаканства. После присоединения Крыма к России (8) 19 апреля 1783 года, (8) 19 февраля 1784 года, именным указом Екатерины II сенату, на территории бывшего Крымского Ханства была образована Таврическая область и деревня была приписана к Левкопольскому, а после ликвидации в 1787 году Левкопольского — к Феодосийскому уезду Таврической области. После Павловских реформ, с 1796 по 1802 год, входила в Акмечетский уезд Новороссийской губернии. По новому административному делению, после создания 8 (20) октября 1802 года Таврической губернии, Челебилер был включён в состав Урускоджинской волости Феодосийского уезда.
По Ведомости о числе селении, названиях оных, в них дворов… состоящих в Феодосийском уезде от 14 октября 1805 года , в деревне Челебилер числилось 5 дворов и 63 жителя. На военно-топографической карте генерал-майора Мухина 1817 года деревня Челеблер обозначена с 15 дворами. После реформы волостного деления 1829 года Челебилер, согласно «Ведомости о казённых волостях Таврической губернии 1829 года», отнесли к Башкирицкой волости (переименованной из Таганашминской). На карте 1836 года в деревне 15 дворов, а на карте 1842 года Челебилер обозначен условным знаком «малая деревня», то есть, менее 5 дворов.
В 1860-х годах, после земской реформы Александра II, деревню приписали к Шейих-Монахской волости. Согласно «Списку населённых мест Таврической губернии по сведениям 1864 года», составленному по результатам VIII ревизии 1864 года, Челебилер — владельческая русская и татарская деревня с 10 дворами и 35 жителями при реке Салгире. На трёхверстовой карте Шуберта 1865—1876 года деревня Челебилер обозначена с 18 дворами. По «Памятной книге Таврической губернии 1889 года», по результатам Х ревизии 1887 года, в деревне Челебилер числилось 40 дворов и 229 жителей. По «…Памятной книжке Таврической губернии на 1892 год» в безземельной деревне Челебилер, не входившей ни в одно сельское общество, было 17 жителей, у которых домохозяйств не числилось.
После земской реформы 1890-х годов деревню приписали к Андреевской волости. По «…Памятной книжке Таврической губернии на 1900 год» в деревне Челебилер, входившей в Айкишское сельское общество, числилось 100 жителей в 23 дворах. По Статистическому справочнику Таврической губернии. Ч.II-я. Статистический очерк, выпуск пятый Феодосийский уезд, 1915 год, в экономии Челебилер Андреевской волости Феодосийского уезда числилось 14 дворов (2 двора с землёй, 12 — безземельные) со смешанным населением в количестве 7 человек приписных жителей и 57 — «посторонних», из которых 35 мужчин и 29 женщин. В экономии числилось 750 десятин удобной земли. В хозяйствах имелось 35 лошадей, 20 волов, 12 коров и 100 голов овец, свиней, или коз.
После установления в Крыму Советской власти, по постановлению Крымревкома № 206 «Об изменении административных границ» от 8 января 1921 года была упразднена волостная система и село вошло в состав Ичкинского района Феодосийского уезда, а в 1922 году уезды получили название округов. 11 октября 1923 года, согласно постановлению ВЦИК, в административное деление Крымской АССР были внесены изменения, в результате которых округа были отменены, Ичкинский район упразднили, включив в состав Феодосийского в состав которого включили и село. Согласно Списку населённых пунктов Крымской АССР по Всесоюзной переписи 17 декабря 1926 года, в селе Челебилер, Желябовского сельсовета Феодосийского района, числилось 28 дворов, из них 22 крестьянских, население составляло 104 человека, из них 74 татарина, 29 русских и 1 немец. Постановлением ВЦИК «О реорганизации сети районов Крымской АССР» от 30 октября 1930 года был создан Сейтлерский район (по другим сведениям 15 сентября 1931 года) и село передали в его состав.
В 1944 году, после освобождения Крыма от фашистов, согласно Постановлению ГКО № 5859 от 11 мая 1944 года, 18 мая крымские татары были депортированы в Среднюю Азию. 12 августа 1944 года было принято постановление № ГОКО-6372с «О переселении колхозников в районы Крыма» и в сентябре 1944 года в район приехали первые новоселы (320 семей) из Тамбовской области, а в начале 1950-х годов последовала вторая волна переселенцев из различных областей Украины. С 25 июня 1946 года Челебилер в составе Крымской области РСФСР. Указом Президиума Верховного Совета РСФСР от 18 мая 1948 года, Челебилер переименовали в Плодовое. 26 апреля 1954 года Крымская область была передана из состава РСФСР в состав УССР. Время включения в Митрофановский сельсовет пока не установлено: на 15 июня 1960 года село уже числилось в его составе. С 12 февраля 1991 года село в восстановленной Крымской АССР, 26 февраля 1992 года переименованной в Автономную Республику Крым. С 21 марта 2014 года в составе Крыма аннексировано Россией.